# Behkadeh-ye Raẕavī
Behkadeh-ye Raẕavī (persiska: بِهكَدِۀ رَضَوی, بِهكَدِۀ شاه آباد) är en ort i Iran.   Den ligger i provinsen Nordkhorasan, i den norra delen av landet, 500 km öster om huvudstaden Teheran. Behkadeh-ye Raẕavī ligger 848 meter över havet och antalet invånare är 957.
Terrängen runt Behkadeh-ye Raẕavī är huvudsakligen platt, men åt sydost är den kuperad. Runt Behkadeh-ye Raẕavī är det ganska glesbefolkat, med 48 invånare per kvadratkilometer. Behkadeh-ye Raẕavī är det största samhället i trakten. Omgivningarna runt Behkadeh-ye Raẕavī är i huvudsak ett öppet busklandskap.